# Mishaal Al-Saeed
Mishaal Al-Saeed (in arabo مشعل السعيد‎?; Al-Hasa, 18 luglio 1983) è un ex calciatore saudita, di ruolo difensore.

## Palmarès

### Club

#### Competizioni nazionali
- Lega saudita professionistica: 2

Al-Ittihad: 2006-2007, 2008-2009
- Supercoppa saudita: 1

Al-Fateh: 2013